# فرودگاه کیوب‌هول
فرودگاه کیوب‌هول (به انگلیسی: Cubehole Airport) یک فرودگاه خصوصی است که یک باند فرود چمن دارد و طول باند آن ۶۰۹ متر است. این فرودگاه در شهر برونسویل، اورگن کشور ایالات متحده آمریکا قرار دارد و در ارتفاع ۱۰۸ متری از سطح دریا واقع شده‌است.